# كايكو
كايكو (بالبرتغالية: Airton Graciliano dos Santos‏) (15 مايو 1974 في بورتو أليغري في البرازيل – )؛ هو لاعب كرة قدم سابق كان يلعب كلاعب وسط.

## وصلات خارجية
- كايكو على موقع الاتحاد الدولي (مؤرشف)  (الإنجليزية)
- كايكو على موقع رابطة كرة القدم اليابانية للمحترفين (اليابانية)
- كايكو على موقع Soccerway.com (الإنجليزية)
- كايكو على موقع عالم كرة القدم.نت (الإنجليزية)